# Clotilde García del Castillo (pictură)
Clotilde García del Castillo este o pictură în ulei pe pânză realizată în 1890 de pictorul spaniol Joaquín Sorolla.

## Descriere
Tabloul face parte din colecția Muzeului Sorolla, din Madrid, Spania. Este un portret al unei femei, nimeni alta decât soția pictorului Joaquín Sorolla, Clotilde García del Castillo. În tablou, se pare că aceasta este așezată pe un scaun de lemn, îmbrăcată într-o rochie neagră, (un fel de rochie cu gât înalt) având mănuși maro, pozând pentru pictură cu o poziție înclinată spre dreapta, cu mâna dreaptă sprijinită ferm pe o pernă ținută pe scaun și cu degetele atingându-și obrazul și bărbia, în timp ce mâna stângă se sprijină pe cotieră. Are părul prins în vârful capului încoronat cu o floare galbenă.